# Klytios (Sohn des Eurytos)

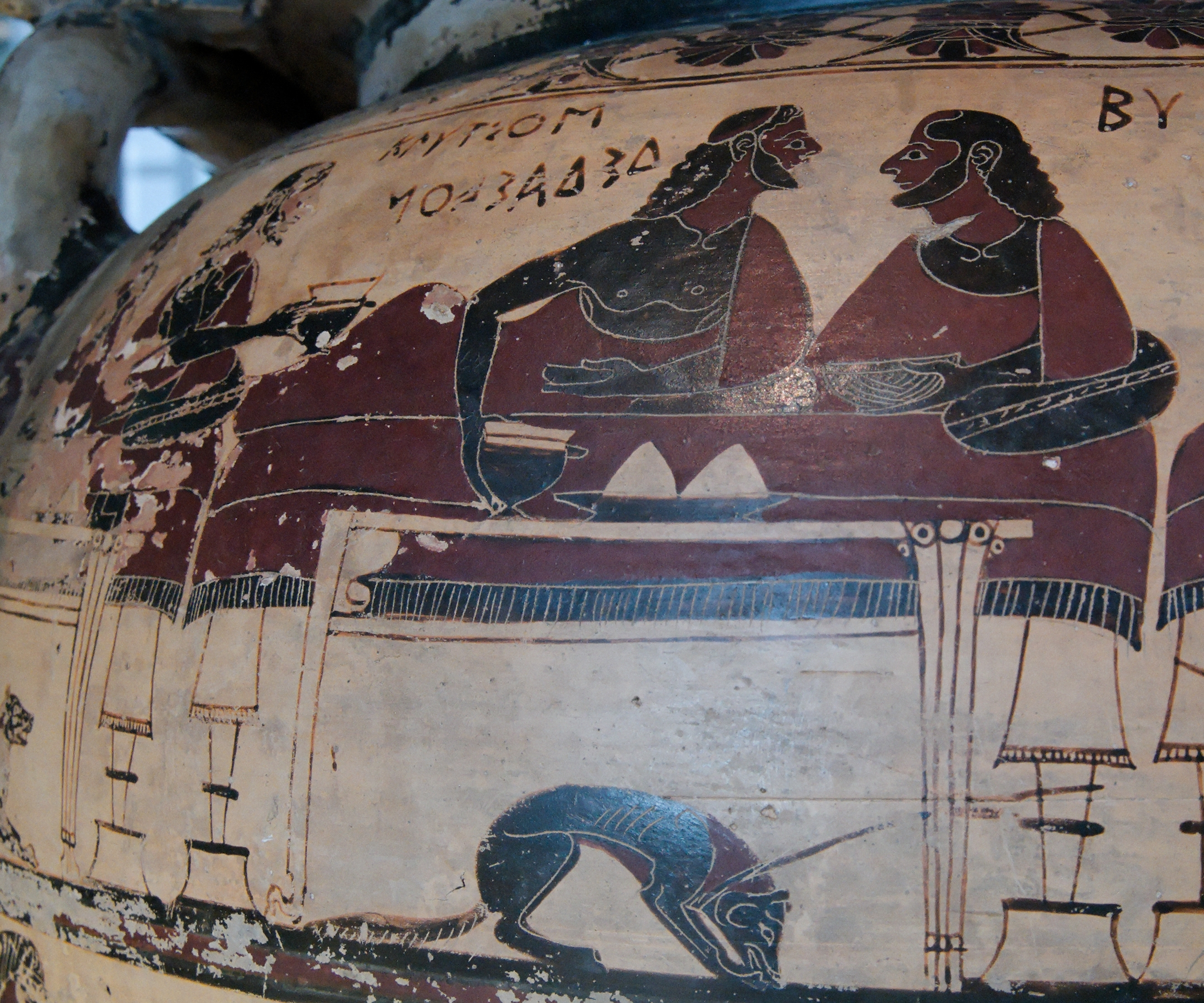
Darstellung des Klytios (links) auf dem Eurytios-Krater, um 600 v. Chr., Louvre

Klytios (altgriechisch Κλύτιος Klýtios) ist in der griechischen Mythologie der Sohn des Eurytos, des Königs von Oichalia, und der Antiope. Hesiod nennt die Mutter Antioche.
Klytios ist der Bruder von Iphitos, Toxeus und Deion sowie der Dryope und der Iole. Er ist einer der Argonauten und wurde auf der Fahrt von Aietes getötet.
Nach Diodor starb er hingegen, als Herakles Oichalia eroberte, nachdem Eurytos dem Helden die Hand der Iole vorenthalten hatte, obgleich er die hierfür nötige Aufgabe erfolgreich bestanden hatte.